# هينريتش أندريس
هينريتش أندريس (بالألمانية: Heinrich Andres)‏ هو سرخسياتي ‏ وعالم نبات ألماني، ولد في 5 مايو 1883، وتوفي في 11 أغسطس 1970.